# Yves Bodiguel
 (juin 2011).
Si vous disposez d'ouvrages ou d'articles de référence ou si vous connaissez des sites web de qualité traitant du thème abordé ici, merci de compléter l'article en donnant les références utiles à sa vérifiabilité et en les liant à la section « Notes et références ».
Yves Jean François Bodiguel, né le 6 août 1910 à Nantes (Loire-Atlantique) et mort le 3 mai 1945, est un ouvrier de la métallurgie travaillant à Nantes et militant à la Confédération française des travailleurs chrétiens.
Sous l'occupation allemande, il entre dans la Résistance. Arrêté en avril 1944, il est déporté en Allemagne au camp de Neuengamme. Le 3 mai 1945, son corps a disparu dans le naufrage, en mer Baltique, du navire Cap Arcona qui transportait des prisonniers des camps.

## Biographie
Son père, François-Marie Bodiguel, est mort pour la France lors de la Première Guerre mondiale.
Après avoir travaillé aux Batignolles, à Brissonneau et Lotz, Amieux Frères, il devient contremaître à J.-J. Carnaud et Forges de Basse-Indre.
Il est président fédéral de la JOC à Nantes de 1931 à 1933. Adhérant à la CFTC en 1929, il est secrétaire du syndicat CFTC des ouvriers métallurgistes, puis des employés, dessinateurs et techniciens de la métallurgie, avant de devenir vice-président de l'Union locale CFTC en 1937. Après avoir été mobilisé au début de la Seconde Guerre mondiale, il devient président de l’Union départementale puis délégué régional de la CFTC pour le Morbihan et la Loire-Inférieure pendant la guerre.
Il est vice-président de l'Union des familles nombreuses.
Conseiller municipal de Nantes à partir du 22 avril 1941, il donne sa démission avec l'ensemble du conseil le 20 octobre 1942, à la suite du retrait du maire Gaëtan Rondeau.
Dès la formation de l'Armée secrète, il rallie le mouvement Libération-Nord et entreprend un recrutement intensif. Il devient sous-lieutenant de la Résistance. Il représente la CFTC au sein du Comité départemental de libération clandestin de la Loire-Inférieure.

## Distinction et hommages
- Croix de guerre 1939–1945
- Chevalier de la Légion d'honneur (1950). Il fut nommé au grade de chevalier de la Légion d'honneur à titre posthume, 1950.
- Une rue de Nantes porte son nom.
- Un centre de formation professionnelle situé à Meudon a été nommé centre Yves-Bodiguel.

### Sources
- Jean Petaux, Le changement politique dans le gouvernement local: le pouvoir municipal à Nantes, Volume 8, page 82, ed. Pedone, 1982,  (ISBN 2233001133).
- Bulletin de la Société archéologique et historique de Nantes et de Loire-Atlantique, Volume 132, page 252, ed. Société archéologique et historique, 1997
- Yves Durand, Marius Faugeras, Le Diocèse de Nantes, Volume 18 de Histoire des diocèses de France, page 267, ed. Beauchesne, 1985,  (ISBN 2701011205).
- Frank Georgi, Soufflons nous-mêmes notre forge: une histoire de la Fédération de la métallurgie CFTC-CFDT, 1920-1974, page 81, ed. de l'Atelier, 1991,  (ISBN 2708229397)
- Michel Margairaz, Danielle Tartakowsky, Le syndicalisme dans la France occupée, page 391, ed. Presses universitaires de Rennes, 2008,  (ISBN 2753506000)
- « Yves Bodiguel, un homme d'exception »(Archive.org • Wikiwix • Archive.is • Google • Que faire ?), sur cftc.ulsn.over-blog.com, Union locale CFTC de Saint-Nazaire (consulté le 12 juin 2012)